# Selensen
Selensen is een bestuurslaag in het regentschap Indragiri Hilir van de provincie Riau, Indonesië. Selensen telt 3438 inwoners (volkstelling 2010).